# Historia gentis Langobardorum
La Historia gentis Langobardorum (en español: Historia de los pueblos Longobardos) es la obra más importante escrita por Pablo el Diácono. Está subdividida en seis libros y trata de la historia del pueblo longobardo desde sus orígenes hasta su ocaso: la muerte del rey Liutprando en el 744.

## La obra

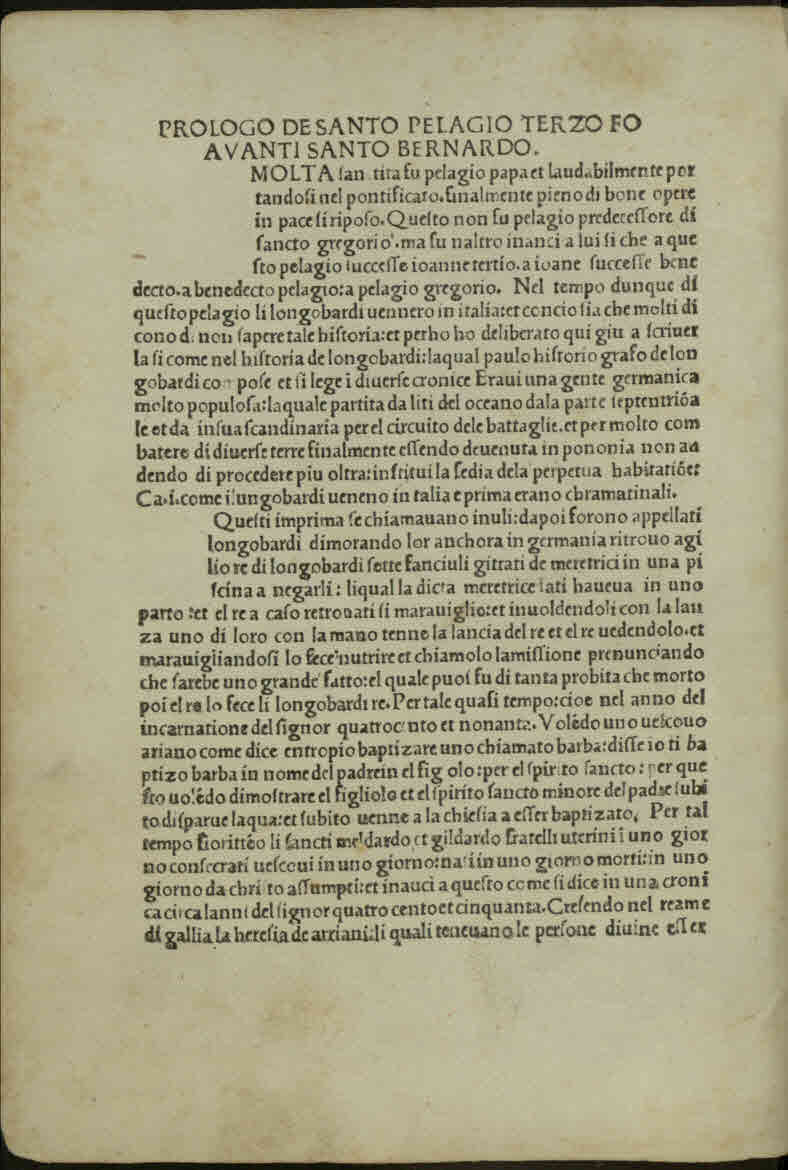
Historia Langobardorum, 1480

La Historia está escrita en un latín del tipo monástico, se basa sobre obras precedentes de varios escritores y en una mezcla de prosa y poesía. Las fuentes principales fueron la anónima Origo Gentis Langobardorum, la perdida y homónima Historia de Secondo di Non, los perdidos Anales de Benevento y un uso libre de los escritos de Beda el Venerable, Gregorio de Tours e Isidoro de Sevilla.
El libro fue escrito en la abadía de Montecasino en los dos años sucesivos al retorno de Francia después de haber sido gramático en la corte de Carlomagno. La historia está narrada desde el punto de vista de un patriota longobardo, y describe también los detalles de las relaciones entre los longobardos, los francos, los bizantinos y el papado. La narración de la historia se puede subdividir en dos fases: la primera, lineal, describe las vicisitudes del pueblo antes de su llegada a Italia, un único indistinto pueblo que se mueve por los territorios casi como si se tratase de la llegada a una Tierra Prometida. La segunda fase describe las gestas de tantos actores que se radican en territorios bien identificados y se funden con los lugares y las gentes. Todo el conjunto está ligado a una trama narrada desde la sucesión de los reyes. Una atención particular está relacionada con la iglesia italiana de aquel período, y se concentra también sobre personajes que no interactúan con la historia de los longobardos en Italia.

### Primer libro
El libro describe las causas de las migraciones de los longobardos con leyendas ligadas a los orígenes del pueblo, las gestas de los primeros reyes hasta la victoria de Alboino sobre los gépidos y la partida hacia Italia. Narra también de san Benito.

### Segundo libro
Provenientes de Panonia, los longobardos empiezan a penetrar a Italia y llegan a ocupar el lugar de los godos, que en aquel tiempo eran aliados de los bizantinos. El ascenso al monte Nanos y el abandono de Panonia, una descripción de Italia, la conquista de Pavía por parte de Alboino y su asesinato organizado por su esposa Rosamunda. El breve reino de Clefi y el decenal mandato de los duques o "de la anarquía".

### Tercer libro
Muerte del emperador bizantino Justino II. Le sucede Tiberio II, «50.º Emperador de los Romanos». Caridad y virtud de Tiberio II, que ayuda a los necesitados y perdona a los conspiradores. A la muerte de Tiberio II, asume al poder Mauricio, el primer emperador griego según Pablo el Diácono. Mauricio se hace aliado de Childeberto II, rey de los drancos, y le da apoyo económico para inducir a atacar a los longobardos. Los longobardos eligen rey, poniendo fin al mandato de los duques, Flavio Autario, que entrega dinero a Childeberto para que se retire de  Francia y deje en paz al reino de los longobardos. Ulteriores tres invasiones francas de la Longobardia, en la última los francos, después de haber devastado la Lombardía y el Véneto, se enferman de disentería y toman la retirada. Traición de Droctulfo. Matrimonio entre Autario y Teodolinda. La fuerte presencia del papa Gregorio Magno. Conquista y muerte de Autario y nominación de Agilulfo, que se casa con Teodolinda. El Exarcado romano conquista de las ciudades, Agilulfo las reconquista.

### Cuarto libro
De Agilulfo a Grimoaldo: ochenta años de historia longobarda pasando a través del reino de Rotario.

### Quinto libro
De Grimoaldo a Cuniberto.

### Sexto libro
De Cuniperto a la muerte de Liutprando. Que se queda la historia, cristalizada al momento en los cuales la decadencia no había comenzado.